# Łyżwiarstwo figurowe na Letnich Igrzyskach Olimpijskich 1908 – pary
Jazda par był jedną z konkurencji łyżwiarskich na Letnich Igrzyskach Olimpijskich 1908 w Londynie odbyła się w dniu 29 października 1908. Uczestniczyło 6 zawodników z 2 krajów.

## Wyniki
| Pozycja | Zawodnicy                          | Państwo              | Łączny wynik | Lokaty |
| ------- | ---------------------------------- | -------------------- | ------------ | ------ |
| 1       | Anna Hübler / Heinrich Burger      | Cesarstwo Niemieckie | 11.20        | 5      |
| 2       | Phyllis Johnson / James H. Johnson | Wielka Brytania      | 10.30        | 11     |
| 3       | Madge Syers / Edgar Syers          | Wielka Brytania      | 9.60         | 14     |

Arbiter
- Herbert G. Fowler

Sędziowie:
- Hermann Wendt
- Gustav Hügel
- Horatio Torromé
- Harry D. Faith
- Georg Sanders